# Евроком
Вижте пояснителната страница за други значения на Евроком.
Национална кабелна телевизия Евроком (НКТВ Евроком) е български политематичен телевизионен канал. Излъчва се от 27 август 1996 г. чрез кабел и сателит. Първоначално е собственост на кабелния оператор Евроком кабел, от който се отделя през 2007 г. През ноември 2010 г. телевизията започва излъчване на 41 канал за град Пазарджик. Излъчва новинарски емисии, сериали, филми, спортни и публицистични предавания и детски анимационни сериали. През юли 2019 г. спира повторенията на американски сериали, игрални филми и теленовели, които са съхранени в архивите на телевизията, измежду италианския сериал „Дон Матео“ на 8 февруари след американския сериал „Военна прокуратура“ на 8 юли и теленовелата „Любовен облог“ на 13 юли.
От 1999 г. телевизията излъчва и канал, насочен към детската аудитория – E-Kids (ДКТЕ до 2008).

## Евроком Царевец
Евроком Царевец е регионален телевизионен канал в Област Велико Търново. Телевизията е основана около година след основаването на телевизия Евроком. Централата на телевизията във Велико Търново, се намира на третия етаж в административна сграда до тази на община.

## Предавания

### Актуални и бивши
- Делници
- Времена и нрави
- Зад кулисите
- Здраве от природата
- Ултраспорт
- Кардиограма
- Сладко и горчиво
- Коментарна рубрика
- Премълчани истини
- Светът и всичко в него
- Обективно
- Интервю в анфас
- Диагноза
- Резонанс
- Балотаж
- Агросектор
- Политика и спорт
- Чанове и звънци
- Психодиспансер
- Опорни точки
- Горещо кафе
- Модна фиеста
- Кметовете на България
- Мини мис и мини мистър
- Бързи, умни, сръчни
- България на живо
- Седмицата на живо
- Неам нерви с Люба Кулезич
- Честно казано
- Пътуващо читалище
- Шпионката на Коко
- Психологически портрет
- Шоуто на Мавриков
- ЕвроДикоФ
- При Жорж
- Академия Здравитал
- Refresh за здраве
- Интересно със Славчо Тошев
- Шесто чувство
- Вечните песни на България
- Седмичник с Владо Береану
- България, която съградихме
- Лексиконче с песнички
- Училище за родители
- Заедно за промяната
- Заедно българи
- Часът на избора
- Памет без давност
- Не се страхувай
- Твоят дом си намери майстора
- Бареков и Байрактаров - без цензура
- Ключът към успеха
- Позиция
- Темида – цената на истината
- Дискусионен клуб: Седмиците
- Дискусионен клуб: Спорт
- Четвъртата власт с Ник Щайн
- Поглед отвън
- Презареди България
- Пътуване във времето
- Отблизо
- Коце шоу
- С други думи
- Холистична медицина
- Нищо свято
- SOS ТВ
- Style&Class
- Hypemusic
- Контрапункт
- Термометър с Емил Рафаилов
- Събота вечер с Бойко Станкушев
- Евроком Класик Студио
- e-mell с Мел
- Таралеж с Емил Кошлуков
- Извън контрол с Юлияна Дончева
- Без цензура с Любомир Огнянов
- 60 минути с Пепа Николова
- Vox Populi
- Национален Фактор
- Спортна панорама
- Агрофорум
- Бразилско първенство
- Бразилейро
- Студио Бразилейро
- FOOTBRAZIL
- Евроком Рали Спорт
- Евроком Мотор Спорт
- Търси се...
- Играчите
- Изгубеният граал
- На доктор
- 4 АСА
- Фактор
- Stay Updated
- Музикален бонус
- ЕЗО ТВ
- Етнопалитра
- Ексклузивно с Венета Райкова
- Барометър
- В крепостта с Миглена Ангелова
- Културен афиш
- Камикадзе
- Кухнята
- Афекти
- Грамофон
- Чанове
- Ударна група
- 30 минути с Сашка Васева
- Така ли с Борислав Дамаждиев
- Макс и стил
- Рокмания
- Закуска в леглото
- LifeStyle
- С нож и вилица
- Случаен ден
- Стилисимо
- Светът на колела
- Светът на икономиката
- Екстремни спортове
- Усмивки през шпионката
- Ударна група
- Гълъб с цвят на портокал
- Женски работи
- Невидимият свят
- Часът на Форд
- География на мъдростта.